# Mountain Village European Championship
Mountain Village European Championship, popularmente chamado de Mountain Village Euro, é um torneio de futebol amador disputado a cada 4 anos, por equipes de cidades européias localizadas em alpes ou montanhas.
Idealizado pelo suíço Fabian Furrer, um nativo da cidade de Gspon e editor de revistas esportivas, o torneio teve sua primeira edição em 2008.

## Edições
| Edição | Ano  | Sede            | Estádio                 | Ref.  |
| ------ | ---- | --------------- | ----------------------- | ----- |
| 1      | 2008 | Gspon           | Ottmar Hitzfeld Stadium | [ 2 ] |
| 2      | 2012 | Kleinarl        | Erlenstadion            | [ 2 ] |
| 3      | 2016 | Morzine-Avoriaz | Morzine Stadium         | [ 3 ] |